# Tobobe
Tobobe è un comune (corregimiento) della Repubblica di Panama situato nel distretto di Kusapín, comarca di Ngäbe-Buglé. Si estende su una superficie di 215,3 km² e conta una popolazione di 5.056 abitanti (censimento 2010).